# 1,2-Butadieno
1,2-Butadieno é um simples dieno. 
Observação: Quando a palavra butadieno é usada, na maioria das vezes refere-se ao isômero 1,3-butadieno, que possui grande aplicação industrial.